# سفارش اینترنتی غذا

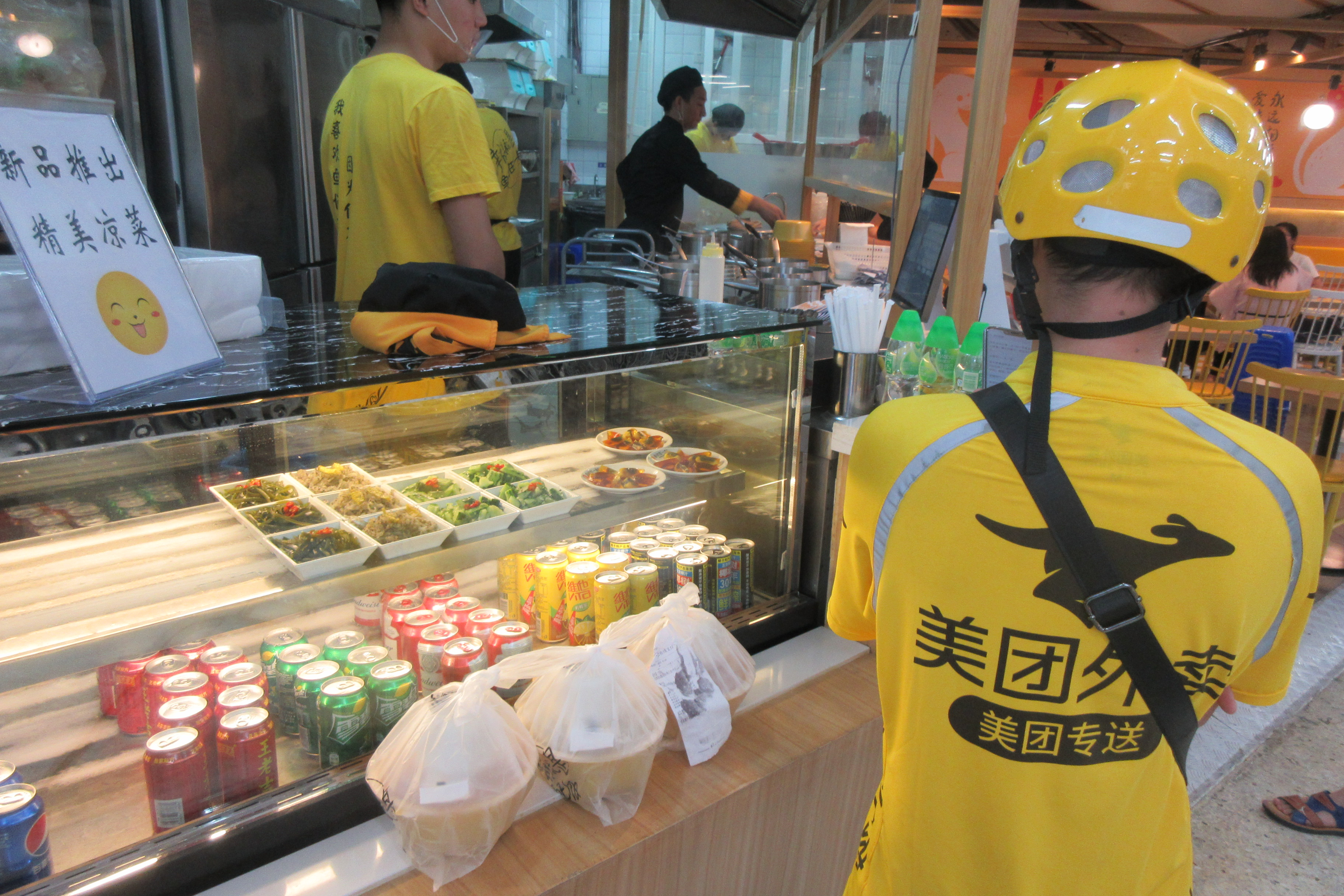
سفارش اینترنتی غذا یک خدمت جدید است که از راه یک وب‌سایت، می‌توان مانند دیگر وبسایت‌های سفارش آنلاین کالای مصرفی، به‌روز به نشانی، منو، و هر اطلاعاتی از یک رستوران دسترسی پیدا کرد.

## مزیت‌ها
یکی از بهترین برتری‌هایی که این روش سفارش غذا دارد نگه داشتن حساب کاربری مشتری به منظور ایجاد سفارش از سفارش‌های گذشته خود است یا حتی انتخاب رستوران مورد علاقه خود که آن را در وب‌سایت ذخیره نموده‌است. مزیت دیگر این نوع سفارش قابلیت جستجوی رستوران مورد علاقه در محیط وب است که مشتری می‌تواند پس از انتخاب از منوی به‌روز شده رستوران (هم از لحاظ قیمت و هم از لحاظ نوع غذا)، سفارش خود را به رستوران اعلام نماید. در این روش پرداخت به صورت آنلاین بوده و نیازی به داشتن پول نقد نیست. البته می‌توان از روش cash on delivery نیز استفاده نمود. همچنین، مشاهده عکس غذای مورد نظر از دیگر مزایای سفارش اینترنتی غذا بشمار می‌آید.

## تاریچه سفارش آنلاین غذا[۲]
سفارش آنلاین غذا یکی از نمونه‌های مهم و پرکاربرد تکنولوژی در زمینه رستوران‌ها و خدمات غذایی است که به طور گسترده در سراسر جهان، و به ویژه در دهه‌های اخیر، جا افتاده است. این تکنولوژی به افراد امکان می‌دهد تا به راحتی و با استفاده از دستگاه‌های هوشمند خود، غذا از رستوران‌ها و فروشگاه‌های مختلف را سفارش دهند و آن را تحویل بگیرند. تاریخچه سفارش آنلاین غذا و توسعه این صنعت علاوه بر تسهیل برای مصرف‌کنندگان، به رشد و توسعه رستوران‌ها و فروشگاه‌های غذایی کمک زیادی کرده است.
1. دهه 1980: شروع نخستین تلاش‌ها - تاریخچه سفارش آنلاین غذا با ظهور نخستین تلاش‌ها در دهه 1980 آغاز شد. در آن زمان، سفارش آنلاین غذا از طریق تلفن انجام می‌شد و نرم‌افزارهای خاصی وجود نداشت. رستوران‌ها اغلب لیست غذاهای خود را در گواهینامه‌ها و کتابچه‌ها ارائه می‌دادند.
2. دهه 1990: ظهور اینترنت - با ظهور اینترنت در دهه 1990، روش‌های سفارش آنلاین غذا بهبود یافت. وبسایت‌های خاصی برای سفارش آنلاین غذا وجود داشتند، اما همچنان تعداد محدودی از رستوران‌ها از این فرصت استفاده می‌کردند.
3. دهه 2000: انتشار اپلیکیشن‌ها - در دهه 2000، با توسعه تلفن‌های همراه و اسمارت فون‌ها، اپلیکیشن‌های مخصوص سفارش آنلاین غذا به بازار آمدند. این اپلیکیشن‌ها به مصرف‌کنندگان امکان می‌دادند تا به راحتی از دستگاه‌های همراه خود سفارش غذا دهند.
4. دهه 2010: رشد چشمگیر - در دهه 2010، صنعت سفارش آنلاین غذا به سرعت رشد کرد و به یکی از صنایع بزرگ و پررونق در حوزه تکنولوژی تبدیل شد. اپلیکیشن‌ها متنوع‌تر و پیشرفته‌تر شدند و به مشتریان خدمات جدیدی ارائه می‌کردند، از جمله پیگیری سفارش ها در زمان واقعی و ارائه تخفیف‌ها و پیشنهادهای ویژه.

## معروف ترین سایت و اپلیکیشن های سفارش غذا
1. **Uber Eats**: یکی از معروف‌ترین اپلیکیشن‌های سفارش آنلاین غذا در جهان است که توسط شرکت Uber ایجاد شده و به صورت جهانی فعالیت می‌کند.
2. **Grubhub**: این اپلیکیشن در ایالات متحده یکی از پیشروها در زمینه سفارش آنلاین غذا است و از طریق وبسایت و اپلیکیشن قابل دسترسی است.
3. **DoorDash**: یکی دیگر از سرویس‌های سفارش آنلاین غذا در ایالات متحده که به سرعت در حال گسترش است.
4. **Zomato**: یک سرویس جهانی سفارش آنلاین غذا که در اندیا شروع شد و به تدریج به مناطق دیگر جهان نیز گسترش یافت.
5. **Talabat**: این سرویس در مناطق خاورمیانه و شمال آفریقا فعال است و به تحویل غذا در این مناطق می‌پردازد.6. **Deliveroo**: یکی دیگر از سرویس‌های معروف تحویل غذا در اروپا و دیگر نقاط جهان است.
7. **Foodpanda**: فعال در آسیا و اقیانوسیه، این سرویس به سرعت رشد کرده و به تحویل غذا در مناطق مختلف می‌پردازد.
8. **snappfood**:  اسنپ فود در ایران فعال بوده و به عنوان یکی از بهترین سرویس های سفارش آنلاین غذا در ایران و خاورمیانه محسوب می شود. این سرویس توانسته با خدمات رسانی مناسب، کد تخفیف و نوآوری در ایران موفق شود.